# Joseph Anton Carl
Joseph Anton Carl (* 3. August 1725 in Edenhof, heute Stadt Penzberg; † 22. März 1799 in Ingolstadt) war ein deutscher Naturwissenschaftler und Mediziner.
Nach einer Art Grundstudium in Philosophie, Naturwissenschaft und Theologie im Kloster Weihenstephan (Freising) wechselte Carl an die Universität Ingolstadt, wo er Medizin studierte. 1749 schloss er dieses Studium erfolgreich mit einer Dissertation ab.
Im Anschluss daran unternahm Carl seine Kavalierstour nach Frankreich; mit längeren Aufenthalten in Straßburg und Paris. Im Sommer 1753 kehrte er nach Bayern zurück und nahm im darauffolgenden Jahr einen Ruf an die Universität Ingolstadt an.
Dort lehrte er Chemie und Pharmakologie, später auch Physik. Aus seiner Beschäftigung mit dem Medizinalgarten der Universität resultierten später seine Vorlesungen in Botanik.
Carl wurde 1759 eines der ersten Mitglieder der von Kurfürst Maximilian III. Joseph 1759 gegründeten Kurbayerischen Akademie. 1763 wurde er in die Deutsche Akademie der Naturforscher Leopoldina aufgenommen.

## Schriften (Auswahl)
- Botanisch-medicinischer Garten, worinnen die Kräuter in nahrhafte, in heilsame und in giftige eingetheilet sind. Attenkhover, Ingolstadt 1770 Digitalisierte Ausgabe der Universitäts- und Landesbibliothek Düsseldorf